# Dux (motoryzacja)
Dux – niemiecki producent samochodów działający w Lipsku od 1909 do 1926 roku.
Pod koniec XIX wieku dwaj muzycy Gustav Brachhausen oraz Paul Riessner założyli firmę „BRACHHAUSEN & RIESSNER mechanische Musikwerke”. Zajmowali się wytwarzaniem sprzętu muzycznego. Po przeprowadzce do nowej siedziby założono firmę „Polyphon-Musikwerke”. Po tym jak Brachhausen wyemigrował do USA, nawiązano kontakty handlowe z tamtejszymi przedsiębiorcami. Dzięki temu rozwinięto produkcję sprzętu grającego. Założono firmę w Stanach – Regina, która stała się znanym producentem urządzeń grających.
Dla rozszerzenia asortymentu zainteresowano się produkcją automobili. W 1904 kupiono licencję na montaż znanych ówcześnie pojazdów Oldsmobile Curved Dash. Oprócz tego składano maszyny do pisania, zdobywając doświadczenie w mechanice precyzyjnej. Pierwsze modele zwano „Polymobil”. W latach 1908–1912 rozwijano produkcję zatrudniając inżynierów, którzy przeszli do firmy z innych zakładów motoryzacyjnych – Adler, Protos i Dixi. Od 1904 sprzedawano licencjonowany model pod nazwą „Dux”.
Dlatego też w 1916 założono osobną spółkę specjalizującą się w produkcji samochodów – „Dux Automobil Werke AG”. W czasie wojny rozpoczęto także montaż ciężarówek. Wskutek trudności powojennych doby kryzysu i hiperinflacji połączono się z firmami Presto, Vomag oraz działem produkcji autobusów firmy Magirus w jedną spółkę DAK – Deutscher Automobil-Konzern. Presto i Dux zajęły się wytwarzaniem samochodów osobowych z tym, że Dux plasowało się wśród marek wyższej klasy. Jednakże nowe modele nie znalazły popytu na rynku i marka Dux znikła w 1926. Zakłady Dux zostały włączone do przedsiębiorstwa Presto, które po licznych zmianach w 1934 zostało wcielone do koncernu Auto Union.
W latach 1909–1920 wytwarzano modele Dux E12, D12, G21, F6, K24, G10. Po wojnie pojawiły się modele S i R. Przed I wojną światową brano również udział w wyścigach samochodowych na terenie Niemiec.

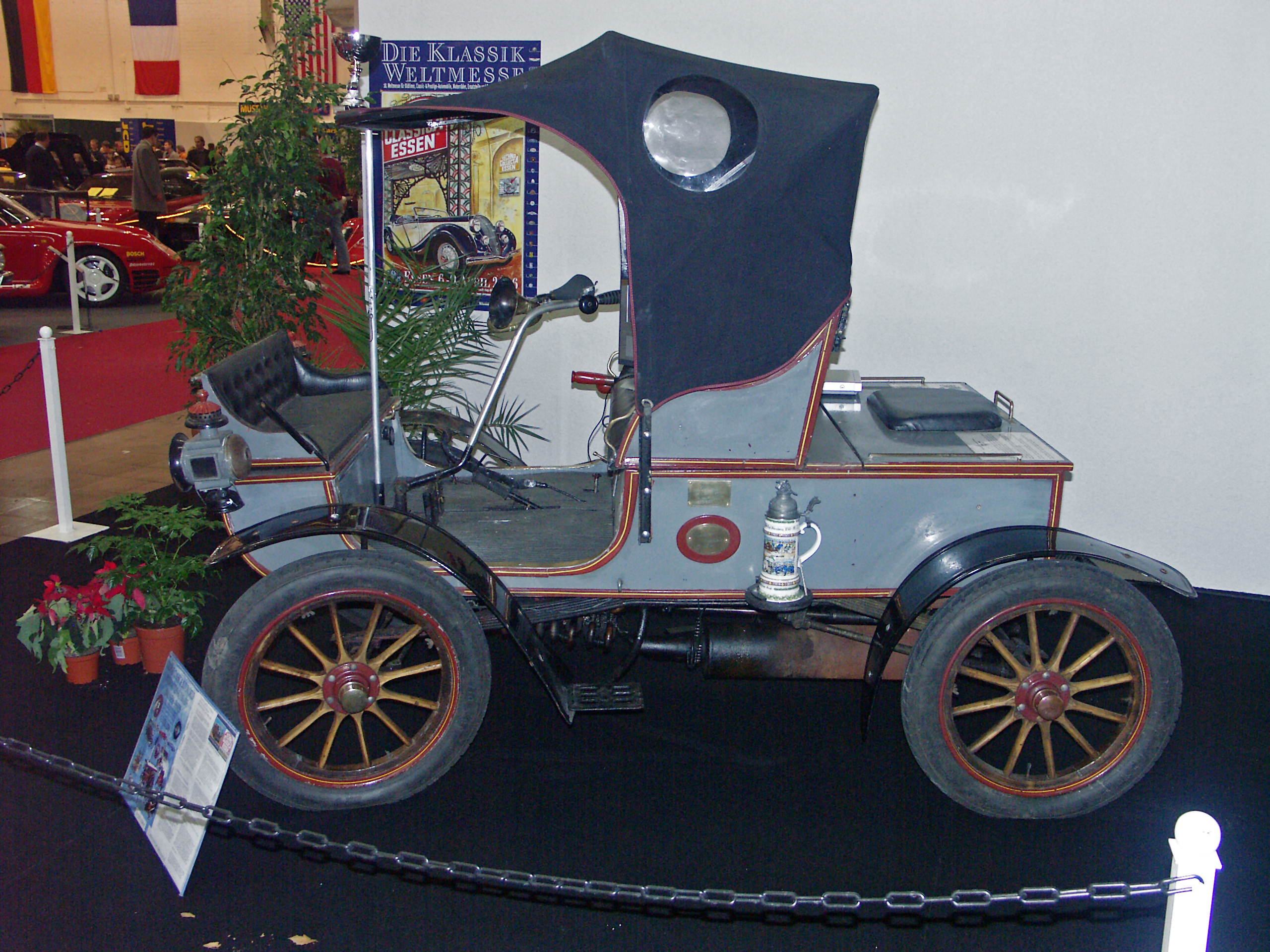
Polymobil Gazelle (1904)
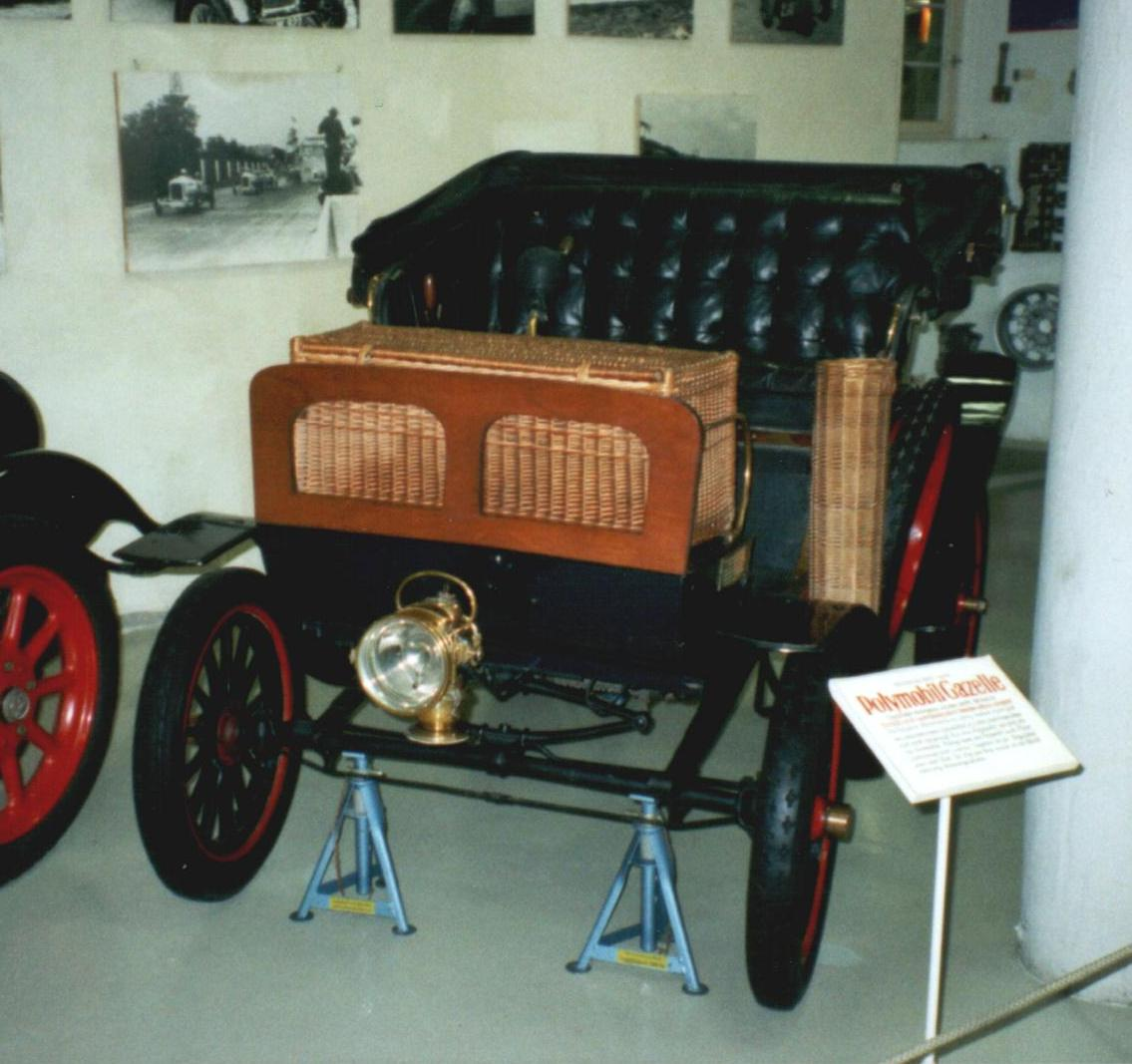
Polymobil (1904)